# Gérard Bauër
Gérard Bauër (1888 - 1967) foi um escritor francês. Editor do Figaro (usando o pseudônimo de Guermantes), publicou vários livros de crônicas mas nenhuma ficção.
Biografia
Filho de Henry Bauër, - filho natural de Alexandre Dumas e Anna Herzer-Bauër -, e de Pauline Lemariée, casou-se em 23 de maio de 1932 com Helena Margareta Van der Zee, de quem se divorciou em 29 de março de 1950.
Depois de ter sido assistente de Georges Clemenceau no L'Aurore, tornou-se crítico literário e dramático do L'Écho de Paris de 1907 a 1935, depois colunista e colunista do Le Figaro, onde escreveu a partir de 1935 o Billet de Guermantes com o pseudônimo de Guermantes , publica também, além de cinco volumes de crônicas, um romance, algumas comédias curtas, além de várias obras sobre Paris. Ao lado de Yvonne Sarcey, dirigiu de 1934 a 1940 Les Annales politiques et littéraires.
Diretor da Paris-Presse em 1945, foi membro da Académie Goncourt (5ª capa) em 1948 e presidente honorário da Société des gens de lettres. Em 1959, ele ganhou o grande prêmio literário da cidade de Paris por seu Encontro com Paris.
Gérard Bauër está enterrado no cemitério de Charonne no 20º arrondissement de Paris. Seus traços foram fixados pelo pintor Raymonde Heudebert.
Foi enterrado no Cemitério de Charonne em Paris.